# Bally (Stati Uniti d'America)
Bally  è un comune (borough) degli Stati Uniti d'America, nella contea di Berks nello Stato della Pennsylvania. Secondo il censimento del 2010 la popolazione è di 1.090 abitanti.

## Società

### Evoluzione demografica
La composizione etnica vede una maggioranza della razza bianca (97,5%), seguita da quella asiatica e afroamericana (entrambe a 0,6%) dati del 2010.
| borough di Bally Popolazione |       |
| 2000                         | 1.062 |
| 2010                         | 1.090 |